# 白鰭飛鱵
白鰭飛鱵（学名：Oxyporhamphus micropterus micropterus），又名短嘴水針，为飛魚科飛鱵屬下的一个种。